# Ludwik Jasiński
Ludwik Jasiński (ur. 26 lipca 1880 w Kałuszu, zm. 2 czerwca 1956 w Sanoku) – polski nauczyciel, inspektor szkolny, działacz społeczny.

## Życiorys
Ludwik Jasiński urodził się 26 lipca 1880 w Kałuszu jako syn Franciszka i Antoniny z domu Omicińskiej.
W 1899 wstąpił do służby w szkolnictwie. Był nauczycielem kolejno od około 1899 do około 1901 w 4-klasowej etatowej mieszanej szkole w Wojniłowie, około 1901/1902 5-klasowej etatowej męskiej szkole w Bolechowie, od około 1903 w 5-klasowej etatowej męskiej szkole im. Sienkiewicza we Lwowie, od około 1906 do około 1912 w 3-klasowej wydziałowej szkole męskiej im. ks. Kordeckiego połączonej z 4-klasową szkołą pospolitą o podwójnym etacie we Lwowie. Ze szkoły we Lwowie około 1912/1913 był przydzielony jako inspektor szkolny okręgowy w Peczeniżynie i w tym czasie był członkiem tamtejszej C. K. Rady Szkolnej Okręgowej. Od około 1913 do 1918 był c. k. inspektorem szkolnym okręgowym w Dolinie i w tym charakterze był członkiem C. K. Rady Szkolnej Okręgowej w tym mieście.
U kresu I wojny światowej i po wybuchu wojny polsko-ukraińskiej w listopadzie 1918 został członkiem Komitetu Straży Obywatelskiej w Sanoku. Po odzyskaniu przez Polskę niepodległości w 1919 był okręgowym inspektorem szkolnym w Sanoku. W latach 20. II Rzeczypospolitej sprawował stanowisko inspektora szkolnego powiatu sanockiego z siedzibą w Sanoku. Jednocześnie w Sanoku pełnił funkcje przewodniczącego Rady Szkolnej Powiatowej w Sanoku. Ze stanowiska w Sanoku rozporządzeniem Ministra Wyznań Religijnych i Oświecenia Publicznego z 11 października 1927 został przeniesiony na stanowisko inspektora szkolnego powiatu zborowskiego z siedzibą w Zborowie od 1 listopada 1927 i pełnił posadę pełnił w kolejnych latach. Z dniem 3 stycznia 1930 został przeniesiony ze stanowiska inspektora szkolnego w Zborowie na równorzędne stanowisko inspektora szkolnego w Lisku. W pierwszej połowie lat 30. ponownie pracował w Sanoku jako zastępca powiatowego inspektora szkolnego, Antoniego Szemelowskiego. Jako podinspektor szkolny w Sanoku, rozporządzeniem Ministra Wyznań Religijnych i Oświecenia Publicznego z 26 maja 1934 został przeniesiony w stan spoczynku.

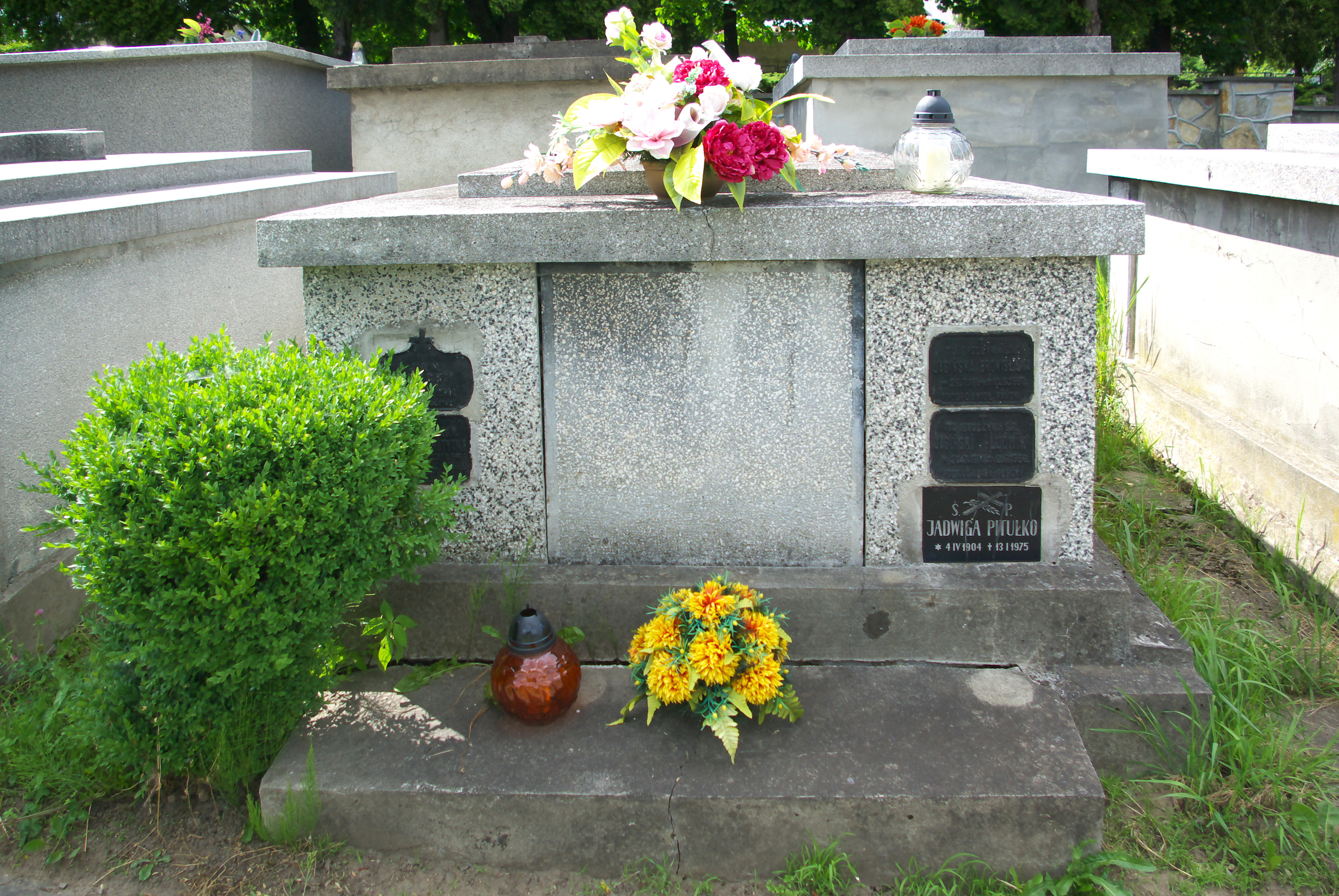
Grobowiec Ludwika Jasińskiego

Działał społecznie w Sanoku. Na początku lat 20. działał w ośrodku sanockim partii PSL „Piast”. Pełnił funkcję prezesa Towarzystwa Pszczelniczo-Ogrodniczego w Sanoku. W maju 1927 dokonał otwarcia kursu ogrodniczo-pszczelarsko-rolniczego dla nauczycieli w Sanoku. W latach 20. był przewodniczącym zarządu Kasyna Urzędniczego w Sanoku. Został zastępcą członka zarządu powołanego w 1934 komitetu obwodowego w Sanoku Towarzystwa Popierania Budowy Publicznych Szkół Powszechnych. Na początku 1936 został wybrany prezesem sanockiego oddziału Polskiego Towarzystwa Tatrzańskiego. Jako przedstawiciel PTT w 1936 został członkiem sanockiego komitetu Zjazdu Górskiego zorganizowanego w sierpniu 1936 w Sanoku. Pod koniec lat 30. Ludwik Jasiński prowadził sklep z tytoniem w Sanoku. W 1938 został mianowany członkiem Okręgowej Komisji Wyborczej nr 77 w Sanoku przed wyborami parlamentarnymi w 1938.
Podczas II wojny światowej i nastaniu okupacji niemieckiej w 1940 był przesłuchiwany przez Niemców w sprawie tajnego nauczania w ramach podziemnego Gimnazjum w Sanoku. Tuż po wojnie był jednym z założycieli stowarzyszenia „Towarzystwo Domu Żołnierza Polskiego w Sanoku”, zarejestrowanego 12 marca 1946. Był także jednym z inicjatorów powstania oddziału PTTK w Sanoku (1951/1952).
W Sanoku zamieszkiwał przy ulicy Floriańskiej 31 według stanu z 1931, a do końca życia pod numerem 35. Zmarł 2 czerwca 1956 w Sanoku. Został pochowany na cmentarzu przy ul. Rymanowskiej w Sanoku 4 czerwca 1956. Jego żoną była Bronisława z domu Pitułko (1885-1952).